# Wilhelm Wiget

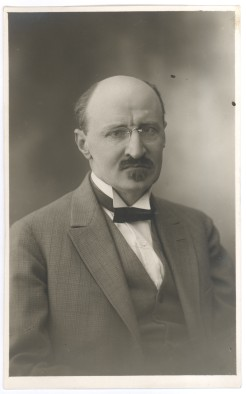
Wilhelm Wiget, 1920er Jahre
Photo: Heinrich Riedel, Dorpat

Wilhelm Wiget (* 21. März 1885 in Degersheim; † 25. Juni 1934 in Herisau) war ein Schweizer Professor für deutsche Sprache und Literatur in Tartu (Estland) und für Germanische Philologie in Zürich.

## Leben
Wiget, Bürger von Kirchberg, wurde als Sohn von Albert Wiget (1859–1927), Reallehrer in Degersheim, und der Bertha geborener Völkin im st.-gallischen Untertoggenburg geboren. Als sein Vater 1886 die Stelle als Rektor der Gemeinderealschule Herisau antrat, zog die Familien in den nahen Kanton Appenzell Ausserrhoden um. Das Gymnasium besuchte er in der Stadt St. Gallen. Ab 1905 studierte er an der Universität Zürich erst Philosophie, dann Germanistik, Anglistik und Psychologie. Wiget promovierte 1910 bei Albert Bachmann mit einer Arbeit über den ostschweizerischen Dialekt des Toggenburgs, die 1916 als Band IX in der Reihe «Beiträge zur Schweizerdeutschen Grammatik» erschien. Nach einer kurzen Tätigkeit als Hilfslehrer am Gymnasium in Winterthur wurde er noch 1910 von Bachmann, der zugleich Chefredaktor des Schweizerischen Idiotikons war, als Nachfolger des verstorbenen Hermann Blattner in die Redaktion des Wörterbuchs berufen. Gleichzeitig amtete er als Leiter des Phonogrammarchivs der Universität Zürich, dem ebenfalls Bachmann vorstand. 1913 verliess Wiget die Stellen jedoch bereits wieder; sein Nachfolger am Idiotikon wurde Karl Stucki.
1914 zog Wiget nach Schweden, wo er an der Universität Uppsala skandinavische Sprachen studierte. Im Sommer 1915 liess er sich in Hamburg in experimenteller Phonetik ausbilden. Noch im gleichen Jahr wurde er Lektor für deutsche Sprache an der Universität Uppsala; die angebotene ausserordentliche Professur schlug er aus, um nicht auf sein Schweizer Bürgerrecht verzichten zu müssen. Stattdessen trat er 1919 oder 1920 in Estland eine ordentliche Professur für Germanistik an der Universität Tartu (Dorpat) an.
1932 wurde Wiget von der Universität Zürich zum ordentlichen Professor auf dem Lehrstuhl seines pensionierten Doktorvaters Albert Bachmann berufen, nachdem dessen Wunschkandidat Walter Henzen die Nachfolge ausgeschlagen hatte. Erst drei Semester im Amt, erlitt er im September 1933 eine schwere Lungenblutung. Nach einem Kuraufenthalt in Leysin liess er sich schliesslich ins Krankenhaus Herisau verlegen, wo er im Alter von 49 Jahren verstarb. Der Lehrstuhl ging darauf auf Rudolf Hotzenköcherle über.
Verheiratet war Wiget mit der Schwedin Johanna Thyra, geborener Eriksson (1887–1961), mit der er vier Kinder hatte.

## Forschung und Lehre
Wiget verfügte über eine ausgeprägte Sprachbegabung und kannte sich in zahlreichen europäischen und mehreren orientalischen Sprachen aus. Seine Lehr- und Forschungsgebiete waren deutsche und romanische Dialektologie, germanische Sprachgeschichte, Deutsch im Baltikum, germanisch-ostseefinnische Sprachbeziehungen, deutsche Literaturgeschichte sowie finnische Märchen- und Sagenforschung. Ein im Manuskript abgeschlossenes grösseres Werk über die Geschichte der Silbenquantität in den germanischen Sprachen gelangte nicht mehr zum Druck. Seine Publikationssprachen waren Deutsch, Estnisch und Schwedisch.
In Zürich führte Wiget mehrere Neuerungen ein, darunter nach schwedischem Vorbild das «Postseminar», in welchem man das in den Vorlesungen Gehörte noch vertiefen konnte.

## Publikationen (Auswahl)
- Die Laute der Toggenburger Mundarten (= Beiträge zur Schweizerdeutschen Grammatik. Band IX). Huber, Frauenfeld 1916.
- Altgermanische Lautuntersuchungen. In: Eesti Vabargiigi Tartu Ulikooli toimetsed. Acta et commentationes Universitas Tartuensis Dorpatensis. Reihe B: Humaniora. 2, 1922, 3, S. 21–34.
- Die Endungen der weiblichen germanischen Lehnwörter im Finnischen. In: Johannes Friedrich u. a. (Hrsg.): Stand und Aufgaben der Sprachwissenschaft. Festschrift für Wilhelm Streitberg. Winter, Heidelberg 1924.
- Der Umlaut von ahd. u in den oberdeutschen Dialekten. In: Deutscher Sprachverein (Hrsg.): Albert Bachmann zu seinem sechzigsten Geburtstage am 12. November 1923. Gewidmet von Freunden und Schülern (= Zeitschrift für deutsche Mundarten. Jg. 19, 1924, H. 1/2). Berlin 1924, S. 250–269.
- mit Fr. Betta und B. Bokowneff: Vorschläge zur Regelung der deutschen Aussprache in den deutschen Schulen Estlands. Hrsg. vom Dorpater deutschen Lehrerverband. Dorpat 1926.
- Zur Vorgeschichte des deutschbaltischen Wörterbuchs. In: Sitzungsberichte der Gelehrten Estnischen Gesellschaft. 1926 [1928], S. 27–47.
- Herkunft und Verbreitung der neueren germanischen Lehnwörter im Estnischen. In: Sitzungsberichte der Gelehrten Estnischen Gesellschaft. 1927 [1929], S. 255–275.
- Die Träume in Schillers Braut von Messina. In: Walter Muschg, Rudolf Hunziker (Hrsg.): Dichtung und Forschung. Festschrift für Emil Ermatinger zum 21. Mai 1933. Huber, Frauenfeld/Leipzig 1933.
- Mitarbeit am Schweizerischen Idiotikon, Band VII.

Edition
- Eine unbekannte Fassung von Klingers Zwillingen. In: Eesti Vabariigi Tartu Ulikooli toimetised. Acta et commentationes Universitas Tartuensis Dorpatensis. Reihe B: Humaniora. 28 (1932) 2, S. 1–67.

Redaktion
- Sitzungsberichte der Gelehrten Estnischen Gesellschaft (1925 [1927] – 1929 [1931]).